# Hauslexikon
Als Hauslexikon bezeichnet man ein Nachschlagewerk, das besonders die Bedürfnisse des täglichen Lebens berücksichtigt; das Hauslexikon ist eine Spezialform des Fachlexikons.

## Beispiele allgemeiner Hauslexika
Ein umfangreiches Werk dieser Art ist das 1834–1838 von Gustav Theodor Fechner herausgegebene Das Hauslexikon. Vollständiges Handbuch praktischer Lebenskenntnisse für alle Stände.
1900 erschien von Frieda Müller das „Haus-Lexikon - Ein Buch für alle - 1700 praktische Winke“. Das im Fachbuchverlag Kroisbach in Graz erschienene Buch richtet sich offensichtlich an Frauen. Es behandelt Themen wie Mädchenberufe, Rechte und Berufe der Frau, Dienstbotenpflichten, Anstandsregeln und Ernährung.
Wie hochgesteckt die Ansprüche teilweise waren, zeigt das 1955 erschienene Stauffacher Hauslexikon, welches im Untertitel ankündigt, das Wissen der Menschheit in einem Band mit 50.000 Stichwörtern zusammenzufassen.
1969 erscheint im Stuttgarter Füllhon-Verlag (später Füllhorn Sachbuch-Verlag) ein Lexikon mit dem Titel Hauslexikon von A-Z und dem Untertitel Quelle des Wissens. Ein Autor oder Herausgeber des einbändigen Lexikons mit 30.000 Stichwörtern, 1822 Fotos und Illustrationen und 18 mehrfarbigen Landkarten ist nicht angegeben. Die Besonderheit eines Lexikons für die praktischen Bereiche des Lebens scheint hier aber nicht gegeben, da die Stichwörter alle Wissensbereiche umfassen.

## Beispiele speziellerer Themen
Fragen der Gesundheit waren ein beliebtes Thema der Hauslexika. 1872 erschien in Leipzig im Kummer-Verlag das „Hauslexikon der Gesundheitslehre für Leib und Seele. Ein Familienbuch.“ von Hermann Klencke in 2 Bänden.
Das von dem Mediziner Emil Singer stammende Werk von 1909 behandelt unter dem Titel „Das Doktorbuch. Medizinisches Hauslexikon Körperkultur und Hygiene“ Themen wie die Hausapotheke, Säuglings- und Krankenpflege, Empfängnisverhütung und Onanie.
1914 erschien ein weiteres medizinisches Hauslexikon des Arztes K. Döbereiner mit dem Titel „Medizinisches Hauslexikon der Krankheiten des Menschen und der dagegen anzuwenden Mittel. Mit besonderer Berücksichtigung der bewährten Volks- und Hausmittel allen Familien leichtverständlich dargestellt.“
Mit dem bekannten Knaurs praktisches Hauslexikon begann eine Reihe von Hauslexika, die sich mit Tätigkeiten des Bastelns, Handarbeitens, Heimwerkens und Kochens beschäftigt. Es erschien 1984 in München für den Deutschen Bücherbund.